# Copa del Rey juvenil de fútbol 2013
La Copa del Rey juvenil de fútbol 2013 fue la 63.ª edición del campeonato, la cual se disputó entre el 18 de mayo y el 29 de junio de 2013, cuya final tuvo lugar en el Estadio Municipal de Las Viñas de Vera en Almería. En esta oportunidad Real Madrid C. F. logró alzarse con el trofeo por 12.ª vez en su historia, tras golear 4-0 al Athletic Club.

## Equipos participantes
En esta edición participan 16 equipos, los siete campeones y subcampeones de los grupos de División de Honor Juvenil 2013-14, junto con los dos mejores terceros entre los siete grupos; estos fueron los siguientes:
| - Athletic Club de Bilbao - Club Atlético de Madrid - Club Atlético Osasuna - Club Deportivo Tenerife - Fútbol Club Barcelona - Levante Unión Deportiva - Málaga Club de Fútbol - Real Club Celta de Vigo | - Real Club Deportivo de La Coruña - Real Club Deportivo Mallorca - Real Madrid Club de Fútbol - Real Sporting de Gijón - Sevilla Fútbol Club - Unión Deportiva Almería - Unión Deportiva Las Palmas - Villarreal Club de Fútbol |

## Resultados

### Cuadro final
|  | Octavos de final              | Octavos de final              | Octavos de final              |                     |   | Cuartos de final          | Cuartos de final          | Cuartos de final          |  |  | Semifinales                  | Semifinales                  | Semifinales                  |  |  | Final                                  | Final                                  | Final                                  |
|  | 18/19 de mayo - 25/26 de mayo | 18/19 de mayo - 25/26 de mayo | 18/19 de mayo - 25/26 de mayo |                     |   | 1/2 de junio - 8 de junio | 1/2 de junio - 8 de junio | 1/2 de junio - 8 de junio |  |  | 16 de junio - 22/23 de junio | 16 de junio - 22/23 de junio | 16 de junio - 22/23 de junio |  |  | 29 de junio Las Viñas de Vera, Almería | 29 de junio Las Viñas de Vera, Almería | 29 de junio Las Viñas de Vera, Almería |
|  |                               |                               |                               |                     |   |                           |                           |                           |  |  |                              |                              |                              |  |  |                                        |                                        |                                        |
|  |                               |                               |                               |                     |   |                           |                           |                           |  |  |                              |                              |                              |  |  |                                        |                                        |                                        |
|  |                               |                               |                               |                     |   |                           |                           |                           |  |  |                              |                              |                              |  |  |                                        |                                        |                                        |
|  | Atlético Madrid               | 2                             | 2                             |                     |   |                           |                           |                           |  |  |                              |                              |                              |  |  |                                        |                                        |                                        |
|  | Atlético Madrid               | 2                             | 2                             |                     |   |                           |                           |                           |  |  |                              |                              |                              |  |  |                                        |                                        |                                        |
|  | U. D. Las Palmas              | 0                             | 1                             |                     |   |                           |                           |                           |  |  |                              |                              |                              |  |  |                                        |                                        |                                        |
|  | U. D. Las Palmas              | 0                             | 1                             | Atlético Madrid (p) | 0 | 1 (4)                     |                           |                           |  |  |                              |                              |                              |  |  |                                        |                                        |                                        |
|  |                               |                               |                               |                     | 0 | 1 (4)                     |                           |                           |  |  |                              |                              |                              |  |  |                                        |                                        |                                        |
|  |                               | Sevilla F. C.                 | 1                             | 0 (3)               |   |                           |                           |                           |  |  |                              |                              |                              |  |  |                                        |                                        |                                        |
|  | R. C. D. Mallorca             | Sevilla F. C.                 | 1                             | 0 (3)               | 2 | 0                         |                           |                           |  |  |                              |                              |                              |  |  |                                        |                                        |                                        |
|  | R. C. D. Mallorca             |                               |                               |                     | 2 | 0                         |                           |                           |  |  |                              |                              |                              |  |  |                                        |                                        |                                        |
|  | Sevilla F. C.                 | 3                             | 1                             |                     |   |                           |                           |                           |  |  |                              |                              |                              |  |  |                                        |                                        |                                        |
|  | Sevilla F. C.                 | 3                             | 1                             | Atlético Madrid     | 2 | 0                         |                           |                           |  |  |                              |                              |                              |  |  |                                        |                                        |                                        |
|  |                               |                               |                               |                     | 2 | 0                         |                           |                           |  |  |                              |                              |                              |  |  |                                        |                                        |                                        |
|  |                               | Athletic Club                 | 4                             | 1                   |   |                           |                           |                           |  |  |                              |                              |                              |  |  |                                        |                                        |                                        |
|  | Sporting de Gijón             | Athletic Club                 | 4                             | 1                   | 0 | 0                         |                           |                           |  |  |                              |                              |                              |  |  |                                        |                                        |                                        |
|  | Sporting de Gijón             |                               |                               |                     | 0 | 0                         |                           |                           |  |  |                              |                              |                              |  |  |                                        |                                        |                                        |
|  | Athletic Club                 | 4                             | 5                             |                     |   |                           |                           |                           |  |  |                              |                              |                              |  |  |                                        |                                        |                                        |
|  | Athletic Club                 | 4                             | 5                             | Athletic Club       | 5 | 2                         |                           |                           |  |  |                              |                              |                              |  |  |                                        |                                        |                                        |
|  |                               |                               |                               |                     | 5 | 2                         |                           |                           |  |  |                              |                              |                              |  |  |                                        |                                        |                                        |
|  |                               | F. C. Barcelona               | 0                             | 3                   |   |                           |                           |                           |  |  |                              |                              |                              |  |  |                                        |                                        |                                        |
|  | R. C. Celta de Vigo           | F. C. Barcelona               | 0                             | 3                   | 1 | 2                         |                           |                           |  |  |                              |                              |                              |  |  |                                        |                                        |                                        |
|  | R. C. Celta de Vigo           |                               |                               |                     | 1 | 2                         |                           |                           |  |  |                              |                              |                              |  |  |                                        |                                        |                                        |
|  | F. C. Barcelona               | 1                             | 5                             |                     |   |                           |                           |                           |  |  |                              |                              |                              |  |  |                                        |                                        |                                        |
|  | F. C. Barcelona               | 1                             | 5                             | Athletic Club       | 0 |                           |                           |                           |  |  |                              |                              |                              |  |  |                                        |                                        |                                        |
|  |                               |                               |                               |                     | 0 |                           |                           |                           |  |  |                              |                              |                              |  |  |                                        |                                        |                                        |
|  |                               | Real Madrid C. F.             | 4                             |                     |   |                           |                           |                           |  |  |                              |                              |                              |  |  |                                        |                                        |                                        |
|  | Málaga C. F.                  | Real Madrid C. F.             | 4                             | 1                   | 1 |                           |                           |                           |  |  |                              |                              |                              |  |  |                                        |                                        |                                        |
|  | Málaga C. F.                  |                               |                               |                     | 1 |                           |                           |                           |  |  |                              |                              |                              |  |  |                                        |                                        |                                        |
|  | Villarreal C. F.              | 2                             | 2                             |                     |   |                           |                           |                           |  |  |                              |                              |                              |  |  |                                        |                                        |                                        |
|  | Villarreal C. F.              | 2                             | 2                             | Villarreal C. F.    | 2 | 0                         |                           |                           |  |  |                              |                              |                              |  |  |                                        |                                        |                                        |
|  |                               |                               |                               |                     | 2 | 0                         |                           |                           |  |  |                              |                              |                              |  |  |                                        |                                        |                                        |
|  |                               | Real Madrid C. F.             | 1                             | 4                   |   |                           |                           |                           |  |  |                              |                              |                              |  |  |                                        |                                        |                                        |
|  | C. D. Tenerife                | Real Madrid C. F.             | 1                             | 4                   | 1 | 1                         |                           |                           |  |  |                              |                              |                              |  |  |                                        |                                        |                                        |
|  | C. D. Tenerife                |                               |                               |                     | 1 | 1                         |                           |                           |  |  |                              |                              |                              |  |  |                                        |                                        |                                        |
|  | Real Madrid C. F.             | 3                             | 2                             |                     |   |                           |                           |                           |  |  |                              |                              |                              |  |  |                                        |                                        |                                        |
|  | Real Madrid C. F.             | 3                             | 2                             | Real Madrid C. F.   | 2 | 1                         |                           |                           |  |  |                              |                              |                              |  |  |                                        |                                        |                                        |
|  |                               |                               |                               |                     | 2 | 1                         |                           |                           |  |  |                              |                              |                              |  |  |                                        |                                        |                                        |
|  |                               | Levante U. D.                 | 1                             | 0                   |   |                           |                           |                           |  |  |                              |                              |                              |  |  |                                        |                                        |                                        |
|  | Levante U. D.                 | Levante U. D.                 | 1                             | 0                   | 3 | 1                         |                           |                           |  |  |                              |                              |                              |  |  |                                        |                                        |                                        |
|  | Levante U. D.                 |                               |                               |                     | 3 | 1                         |                           |                           |  |  |                              |                              |                              |  |  |                                        |                                        |                                        |
|  | U. D. Almería                 | 0                             | 1                             |                     |   |                           |                           |                           |  |  |                              |                              |                              |  |  |                                        |                                        |                                        |
|  | U. D. Almería                 | 0                             | 1                             | Levante U. D.       | 1 | 1                         |                           |                           |  |  |                              |                              |                              |  |  |                                        |                                        |                                        |
|  |                               |                               |                               |                     | 1 | 1                         |                           |                           |  |  |                              |                              |                              |  |  |                                        |                                        |                                        |
|  |                               | C. A. Osasuna                 | 0                             | 1                   |   |                           |                           |                           |  |  |                              |                              |                              |  |  |                                        |                                        |                                        |
|  | C. A. Osasuna                 | C. A. Osasuna                 | 0                             | 1                   | 1 | 3                         |                           |                           |  |  |                              |                              |                              |  |  |                                        |                                        |                                        |
|  | C. A. Osasuna                 |                               |                               |                     | 1 | 3                         |                           |                           |  |  |                              |                              |                              |  |  |                                        |                                        |                                        |
|  | Deportivo La Coruña           | 0                             | 1                             |                     |   |                           |                           |                           |  |  |                              |                              |                              |  |  |                                        |                                        |                                        |

- Nota: En cada llave, el equipo ubicado en la primera línea es el que ejerce de local en el partido de ida.

### Octavos de final

#### Atlético de Madrid - U. D. Las Palmas
| Ida; 19 de mayo de 2013, 12:00 (CEST) | Atlético de Madrid | 2 - 0   | U. D. Las Palmas | Cerro del Espino, Majadahonda |             |
|                                       |                    | Reporte |                  | Árbitro(s):                   | Árbitro(s): |

| Vuelta; 26 de mayo de 2013, 12:00 (CEST) | U. D. Las Palmas | 1 - 2 | Atlético de Madrid | Anexo Gran Canaria, Las Palmas |  |
|                                          |                  |       |                    | Árbitro(s):                    |  |

#### R. C. D. Mallorca - Sevilla F. C.
| Ida; 18 de mayo de 2013, 12:00 (CEST) | R. C. D. Mallorca | 2 - 3   | Sevilla F. C. | Antonio Asensio, Palma de Mallorca |             |
|                                       |                   | Reporte |               | Árbitro(s):                        | Árbitro(s): |

| Vuelta; 26 de mayo de 2013, 12:00 (CEST) | Sevilla F. C. | 1 - 0 | R. C. D. Mallorca | José Ramón Cisneros, Sevilla |  |
|                                          |               |       |                   | Árbitro(s):                  |  |

#### Sporting de Gijón - Athletic Club
| Ida; 19 de mayo de 2013, 12:00 (CEST) | Sporting de Gijón | 0 - 4   | Athletic Club | Escuela de Mareo, Gijón |             |
|                                       |                   | Reporte |               | Árbitro(s):             | Árbitro(s): |

| Vuelta; 25 de mayo de 2013, 17:00 (CEST) | Athletic Club | 5 - 0 | Sporting de Gijón | Instalaciones de Lezama, Lezama |  |
|                                          |               |       |                   | Árbitro(s):                     |  |

#### R. C. Celta de Vigo - F. C. Barcelona
| Ida; 19 de mayo de 2013, 12:00 (CEST) | R. C. Celta de Vigo | 1 - 1   | F. C. Barcelona | A Madroa, Vigo |             |
|                                       |                     | Reporte |                 | Árbitro(s):    | Árbitro(s): |

| Vuelta; 26 de mayo de 2013, 12:00 (CEST) | F. C. Barcelona                                                           | 5 - 2   | R. C. Celta de Vigo     | Mini Estadi, Barcelona       |                              |
|                                          | Babunski 15' 85' · El Haddadi 26' · Cristian Herrera 48' · Pol Calvet 71' | Reporte | Thaylor 34' · Yelko 58' | Árbitro(s): Quintana Carmona | Árbitro(s): Quintana Carmona |

#### Málaga C. F. - Villarreal C. F.
| Ida; 19 de mayo de 2013, 17:00 (CEST) | Málaga C. F. | 1 - 2   | Villarreal C. F. | Federación Malagueña, Málaga |             |
|                                       |              | Reporte |                  | Árbitro(s):                  | Árbitro(s): |

| Vuelta; 25 de mayo de 2013, 18:00 (CEST) | Villarreal C. F. | 2 - 1 | Málaga C. F. | Mini Estadi, Villarreal |  |
|                                          |                  |       |              | Árbitro(s):             |  |

#### C. D. Tenerife - Real Madrid C. F.
| Ida; 19 de mayo de 2013, 12:00 (CEST) | C. D. Tenerife    | 1 - 3   | Real Madrid C. F.                                     | Geneto-Los Baldíos, Sta. Cruz de Tenerife              |                                                        |
|                                       | Víctor 60' (pen.) | Reporte | M. Legaz 34' · C. Cedrés 41' · Cristian Benavente 70' | Asistencia: 300 espectadores Árbitro(s): Sánchez Arias | Asistencia: 300 espectadores Árbitro(s): Sánchez Arias |

| Vuelta; 26 de mayo de 2013, 12:00 (CEST) | Real Madrid C. F.            | 2 - 1   | C. D. Tenerife | Valdebebas, Madrid                                    |                                                       |
|                                          | A. Medrán 43' · M. Legaz 79' | Reporte | Denzel 90'     | Asistencia: 300 espectadores Árbitro(s): Sánchez Seco | Asistencia: 300 espectadores Árbitro(s): Sánchez Seco |

#### Levante U. D. - U. D. Almería
| Ida; 19 de mayo de 2013, 16:00 (CEST) | Levante U. D. | 3 - 0   | U. D. Almería | Ciudad Deportiva de Buñol, Buñol |             |
|                                       |               | Reporte |               | Árbitro(s):                      | Árbitro(s): |

| Vuelta; 26 de mayo de 2013, 20:00 (CEST) | U. D. Almería | 1 - 1 | Levante U. D. | Juegos Mediterráneos, Almería |  |
|                                          |               |       |               | Árbitro(s):                   |  |

#### C. A. Osasuna - Deportivo La Coruña
| Ida; 19 de mayo de 2013, 11:30 (CEST) | C. A. Osasuna | 1 - 0   | Deportivo La Coruña | Instalaciones de Tajonar, Tajonar |             |
|                                       |               | Reporte |                     | Árbitro(s):                       | Árbitro(s): |

| Vuelta; 26 de mayo de 2013, 12:00 (CEST) | Deportivo La Coruña | 1 - 3 | C. A. Osasuna | O Mundo do Fútbol, Abegondo |  |
|                                          |                     |       |               | Árbitro(s):                 |  |

### Cuartos de final

#### Atlético de Madrid - Sevilla F. C.
| Ida; 2 de junio de 2013. 17:00 (CEST) | Atlético de Madrid | 0 - 1   | Sevilla F. C. | Cerro del Espino, Majadahonda |             |
|                                       |                    | Reporte | Curro ?'      | Árbitro(s):                   | Árbitro(s): |

| Vuelta; 8 de junio de 2013, 17:00 (CEST)                                                          | Sevilla F. C. | 0 - 1   | Atlético de Madrid | José Ramón Cisneros Palacios, Sevilla |             |
|                                                                                                   |               | Reporte | ? ?'               | Árbitro(s):                           | Árbitro(s): |
| El Atlético de Madrid se clasificó en la tanda de penaltis tras el 1-1 global de la eliminatoria. |               |         |                    |                                       |             |

#### Athletic Club - F. C. Barcelona
| Ida; 2 de junio de 2013, 17:00 (CEST) | Athletic Club                                                   | 5 - 0   | F. C. Barcelona | Instalaciones de Lezama, Lezama |             |
|                                       | Jurgi 2' · Etxaburu 9' · Unai López ?' · Manis ?' · Williams ?' | Reporte |                 | Árbitro(s):                     | Árbitro(s): |

| Vuelta; 8 de junio de 2013, 17:00 (CEST) | F. C. Barcelona    | 3 - 2   | Athletic Club | Mini Estadi, Barcelona |             |
|                                          | ? ?' · ? ?' · ? ?' | Reporte | ? ?' · ? ?'   | Árbitro(s):            | Árbitro(s): |

#### Villarreal C. F. - Real Madrid C. F.
| Ida; 1 de junio de 2013, 17:00 (CEST) | Villarreal C. F.              | 2 - 1   | Real Madrid C. F. | Mini Estadi, Villarreal    |                            |
|                                       | M. Nahuel 4' · Javi García 9' | Reporte | A. Lozano 64'     | Árbitro(s): Bosch Doménech | Árbitro(s): Bosch Doménech |

| Vuelta; 8 de junio de 2013, 16:30 (CEST) | Real Madrid C. F.                   | 4 - 0   | Villarreal C. F. | Valdebebas, Madrid |             |
|                                          | Melero ?' · Ismael ?' · «Pruden» ?' | Reporte |                  | Árbitro(s):        | Árbitro(s): |

#### Levante U. D. - C. A. Osasuna
| Ida; 2 de junio de 2013, 17:00 (CEST) | Levante U. D. | 1 - 0   | C. A. Osasuna | Ciudad Deportiva de Buñol, Buñol |             |
|                                       | Calderón 6'   | Reporte |               | Árbitro(s):                      | Árbitro(s): |

| Vuelta; 8 de junio de 2013, 17:00 (CEST) | C. A. Osasuna | 1 - 1   | Levante U. D. | Instalaciones de Tajonar, Tajonar |             |
|                                          | ? ?'          | Reporte | ? ?'          | Árbitro(s):                       | Árbitro(s): |

### Semifinales

#### Atlético de Madrid - Athletic Club
| Ida; 16 de junio de 2013, 12:00 (CEST) | Atlético de Madrid    | 2 - 4   | Athletic Club                                       | Cerro del Espino, Majadahonda |             |
|                                        | Xu Xin 6' · Feita 28' | Reporte | Williams 24' · Etxaburu 32' · Jurgi 49' · Eguino ?' | Árbitro(s):                   | Árbitro(s): |

| Vuelta; 22 de junio de 2013, 18:00 (CEST) | Athletic Club | 1 - 0   | Atlético de Madrid | Instalaciones de Lezama, Lezama |             |
|                                           | Yanis 60'     | Reporte |                    | Árbitro(s):                     | Árbitro(s): |

#### Real Madrid C. F. - Levante U. D.
| Ida; 16 de junio de 2013, 12:00 (CEST) | Real Madrid C. F.                     | 2 - 1   | Levante U. D. | Valdebebas, Madrid |             |
|                                        | De Tomás 47' · Cristian Benavente 69' | Reporte | «Juan Ra» 7'  | Árbitro(s):        | Árbitro(s): |

| Vuelta; 23 de junio de 2013, 18:00 (CEST) | Levante U. D. | 0 - 1   | Real Madrid C. F. | Ciudad Deportiva de Buñol, Buñol |             |
|                                           |               | Reporte | De Tomás 80'      | Árbitro(s):                      | Árbitro(s): |

## Final
La Final del LXIII Campeonato de España - Copa de S. M. el Rey Juvenil se celebró el sábado 29 de junio a las 20:00 horas en el Estadio Municipal Las Viñas de Vera (Almería). El árbitro andaluz David Fernández Borbalán fue el encargado de dirigir el encuentro, que tuvo a los bilbaínos del Athletic Club y a los madrileños del Real Madrid C. F. como contendientes.

### Resumen
| -          | POR        | Alejandro Remiro |     |
| -          | DEF        | Jon Agirrezabala | 83' |
| -          | DEF        | Urtzi Iriondo    | 71' |
| -          | DEF        | Ander Santamaría | 71' |
| -          | DEF        | Yeray            |     |
| -          | MED        | Unai López       |     |
| -          | MED        | Iker de Eguino   |     |
| -          | MED        | Yanis Rahmani    |     |
| -          | MED        | Aiser Etxaburu   | 46' |
| -          | DEL        | Jurgi            |     |
| -          | DEL        | Iñaki Williams   |     |
| Entrenador | Entrenador | Gontzal Suances  |     |

| -          | POR        | Alfonso Herrero    |     |
| -          | DEF        | Óscar Arroyo       |     |
| -          | DEF        | Iván Sáez          | 88' |
| -          | DEF        | Jaime              |     |
| -          | DEF        | Diego              |     |
| -          | MED        | Lucas Torró        | 87' |
| -          | MED        | Gonzalo            |     |
| -          | MED        | Cristian Benavente |     |
| -          | DEL        | Ismael             | 68' |
| -          | DEL        | Alberto Lozano     | 76' |
| -          | DEL        | Raúl de Tomás      |     |
| Entrenador | Entrenador | Luis Miguel Ramis  |     |

| - | MED | Gorka Iturraspe | 46' |
| - | DEF | Imanol Corral   | 71' |
| - | MED | Maecky Lubrano  | 71' |
| - | MED | Iker Revuelta   | 83' |

| - | MED | Cristian Cedrés | 68' |
| - | MED | Marcos Llorente | 76' |
| - | MED | Sergio Carrallo | 87' |
| - | DEF | Rafa Páez       | 88' |

| Anotado | 27' | Raúl de Tomás      | 0-1 |
| Anotado | 44' | Cristian Benavente | 0-2 |
| Anotado | 86' | Cristian Benavente | 0-3 |
| Anotado | 88' | Carrallo           | 0-4 |

| Amonestado | 56' | Lucas Torró |

| Árbitro             | David Fernández Borbalán |
| Árbitros asistentes | Jorge Canelo Prieto      |
| Árbitros asistentes | Sergio Montoya Samper    |
| Cuarto árbitro      | Antonio Guirado Ramón    |

| -          | POR        | Alejandro Remiro |     |
| -          | DEF        | Jon Agirrezabala | 83' |
| -          | DEF        | Urtzi Iriondo    | 71' |
| -          | DEF        | Ander Santamaría | 71' |
| -          | DEF        | Yeray            |     |
| -          | MED        | Unai López       |     |
| -          | MED        | Iker de Eguino   |     |
| -          | MED        | Yanis Rahmani    |     |
| -          | MED        | Aiser Etxaburu   | 46' |
| -          | DEL        | Jurgi            |     |
| -          | DEL        | Iñaki Williams   |     |
| Entrenador | Entrenador | Gontzal Suances  |     |

| -          | POR        | Alfonso Herrero    |     |
| -          | DEF        | Óscar Arroyo       |     |
| -          | DEF        | Iván Sáez          | 88' |
| -          | DEF        | Jaime              |     |
| -          | DEF        | Diego              |     |
| -          | MED        | Lucas Torró        | 87' |
| -          | MED        | Gonzalo            |     |
| -          | MED        | Cristian Benavente |     |
| -          | DEL        | Ismael             | 68' |
| -          | DEL        | Alberto Lozano     | 76' |
| -          | DEL        | Raúl de Tomás      |     |
| Entrenador | Entrenador | Luis Miguel Ramis  |     |

| - | MED | Gorka Iturraspe | 46' |
| - | DEF | Imanol Corral   | 71' |
| - | MED | Maecky Lubrano  | 71' |
| - | MED | Iker Revuelta   | 83' |

| - | MED | Cristian Cedrés | 68' |
| - | MED | Marcos Llorente | 76' |
| - | MED | Sergio Carrallo | 87' |
| - | DEF | Rafa Páez       | 88' |

| Anotado | 27' | Raúl de Tomás      | 0-1 |
| Anotado | 44' | Cristian Benavente | 0-2 |
| Anotado | 86' | Cristian Benavente | 0-3 |
| Anotado | 88' | Carrallo           | 0-4 |

| Amonestado | 56' | Lucas Torró |

| Árbitro             | David Fernández Borbalán |
| Árbitros asistentes | Jorge Canelo Prieto      |
| Árbitros asistentes | Sergio Montoya Samper    |
| Cuarto árbitro      | Antonio Guirado Ramón    |

|                   |
| Campeón           |
| Real Madrid C. F. |
| 12.º título       |